# Sampan

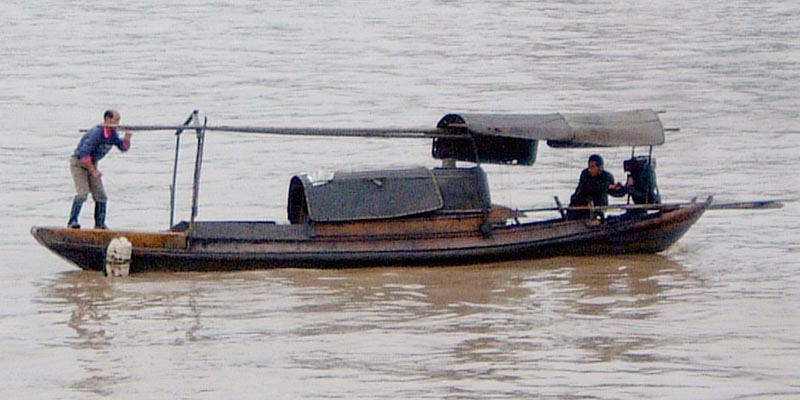
Un sampan sul fiume Azzurro.

Il sampan (o la sampana) è un'imbarcazione di legno cinese di lunghezza variabile tra i 3,6 e i 4,5 m. Il nome deriva dal cantonese 三板 (saam1 baan2 ovvero "tre pannelli")  mentre attualmente è chiamata in cinese 舢舨S, shānbǎnP.
Alcuni sampan sono dotati di una copertura che li rende utilizzabili come abitazioni nelle acque interne.
I sampan sono ancora diffusi nelle zone rurali dell'Asia sud-orientale in particolare in Malaysia, Vietnam e in Indonesia. Queste imbarcazioni sono lunghe circa tre metri e hanno un fondo piuttosto piatto. Vengono usate per la pesca e non sono dotate della copertura.
Di solito sono condotti a mano anche se possono venire applicati dei motori fuoribordo a benzina. In casi particolari possono essere dotati anche di motori elettrici.
In genere i sampan operano piccoli trasporti nelle immediate vicinanze della costa o lungo i fiumi. Non potendo resistere a forti perturbazioni, il loro uso lontano dalla costa potrebbe risultare pericoloso.